# Bartolomeo da Messina
Pour les articles homonymes, voir Messina.
Bartolomeo da Messina (en français Bartholomée de Messine et en latin Bartholomeus de Messina) est un traducteur du XIIIe siècle qui fut actif en Sicile, connu notamment pour ses traductions en latin des textes grecs d'Aristote.

## Biographie
Son activité de traducteur officiel à la cour de Manfred Ier de Sicile entre 1258 et 1266 est déduite de l'incipit placé en tête des codex : « Incipit liber... translatus de greco in latinum a magistro Bartholomeo de Messana in curia illustrissimi Manfredi, serenissimi regis Sicilie, sciencie amatoris, de mandato suo ». Si l'on ne sait rien de sa vie, nombre de ses traductions d'œuvres scientifiques, aristotéliciennes ou pseudo-aristotélicennes sont parvenues jusqu'à nous. .